# Prvenstvo Osječkog nogometnog podsaveza – Osijek 1927./28.
Osječka skupina prvenstva Osječkog nogometnog podsaveza u sezoni 1927./28. 
 
Sudjelovalo je šest klubova, a prvak je bio  "Građanski" iz Osijeka. 

## Sustav natjecanja
Šest klubova je igralo dvokružnu ligu (10 kola). Pobjednik lige je potom s prvakom Provincije Osječkog nogometnog podsaveza igrao za prvaka Podsaveza, koji se potom stekao plasman u Prednatjecanje za Državno prvenstvo.  

## Ljestvica
| mj. | klub             | ut. | pob. | ner. | por. | gol+ | gol- | bod |                     |
| --- | ---------------- | --- | ---- | ---- | ---- | ---- | ---- | --- | ------------------- |
| 1.  | Građanski Osijek | 10  | 7    | 1    | 2    | 52   | 12   | 15  | za prvaka Podsaveza |
| 2.  | Sloga Osijek     | 10  | 7    | 1    | 2    | 18   | 10   | 15  |                     |
| 3.  | Hajduk Osijek    | 10  | 5    | 1    | 4    | 17   | 15   | 11  |                     |
| 4.  | Slavija Osijek   | 10  | 5    | 0    | 5    | 33   | 18   | 10  |                     |
| 5.  | Grafičar Osijek  | 10  | 1    | 3    | 6    | 10   | 39   | 5   |                     |
| 6.  | Olimpija Osijek  | 10  | 1    | 2    | 7    | 13   | 49   | 4   |                     |

## Rezultatska križaljka
| kratica | klub             | GRĐ | GRF | HAJ | OLI | SLA | SO |
| --- | ---------------- | --- | --- | --- | --- | --- | -- |
| GRĐ | Građanski Osijek |     |     |     |     |     |    |
| GRF | Grafičar Osijek  |     |     |     |     |     |    |
| HAJ | Hajduk Osijek    |     |     |     |     |     |    |
| OLI | Olimpija Osijek  |     |     |     |     |     |    |
| SLA | Slavija Osijek   |     |     |     |     |     |    |
| SLO | Sloga Osijek     |     |     |     |     |     |    |
| |                  |     |     |     |     |     |    |
| podebljan rezultat - utakmice od 1. do 5. kola (1. utakmica između klubova) rezultat normalne debljine - utakmice od 6. do 10. kola (2. utakmica između klubova) rezultat nakošen - nije vidljiv redoslijed odigravanja međusobnih utakmica iz dostupnih izvora rezultat smanjen * - iz dostupnih izvora nije uočljiv domaćin susreta prekrižen rezultat - poništena ili brisana utakmica p - utakmica prekinuta 3:0 p.f. / 0:3 p.f. - rezultat 3:0 bez borbe n.i. - nije igrano |                  |     |     |     |     |     |    |

 Izvori:

## Za prvaka podsaveza
| datum             | par                               | rezultat | napomene |
| ----------------- | --------------------------------- | -------- | -------- |
| 15. travnja 1928. | Građanski Osijek - Sloga Vinkovci | 10:2     |          |

- Građanski prvak Osječkog nogometnog podsaveza, te je ostvario plasman u prednatjecanje – kvalifikacije za Državno prvensvo Kraljevine SHS.